# セフト
セフト（Theft）とはイギリスの競走馬である。1937年に種牡馬として日本に輸出され、トキノミノルなど多くの活躍馬を輩出した。1947年 - 1951年リーディングサイアー。

## 経歴
イギリスの大馬産家アーガー・ハーン3世の生産所有馬としてイギリスで走ったが、同じアーガー・ハーン3世所有の同世代に、史上11頭目の三冠馬となる バーラムがいたため、クラシック競走で優勝することはできなかった。2000ギニーステークスではバーラムとセフトで1、2着となっている。ほかエクリプスステークスで2着、ダービーステークスでは4着となっているが、バーラムと比べると短距離傾向が強く、最終的に獲得した重賞はジャージーステークス、グリーナムステークスなど、いずれも距離8ハロン以下の3つの下級重賞のみだった。
競走馬引退後は種牡馬として日本に輸入され、官営の日高種畜場に繋養された。この時期は種牡馬の爛熟期であり、1930年代の日本競馬を支えた小岩井農場のシアンモア、下総御料牧場のトウルヌソル、その後を担ったプリメロやダイオライト、持込馬の月友など、数多くの競争相手がいる渦中であったが、2年目の産駒からハヤタケが京都農林省賞典四歳呼馬（現・菊花賞）を制しクラシック競走を制覇、太平洋戦争中にもミスセフトが中山四歳牝馬特別（現・桜花賞）に優勝した。戦後になるとその種牡馬能力が完全に開花して次々と産駒が勝ち上がり、競馬再開翌年の1947年から1951年まで、前記の種牡馬を相手に5年連続でリーディングサイアーとなった。とくに1949年、1950年はともに2位の2倍以上、当時の史上最多勝となる年間153勝を挙げる圧倒的な強さを見せた。しかしこの1950年にセフトは心臓麻痺のため19歳で死亡している。1953年のダービー馬ボストニアンはセフト最後の代表馬になる。
牡馬クラシックに圧倒的な強さを見せたプリメロ、天皇賞に強かった国産種牡馬の雄クモハタに対し、セフトは牝馬クラシックに強く、女優高峰三枝子所有の二冠牝馬スウヰイスーを筆頭に、桜花賞、優駿牝馬合わせて7勝を挙げている。抜きんでた早熟性と軽快なスピードは、7度のレコード勝ちを記録し、セフトにとって初の東京優駿優勝馬となったトキノミノルに結実したが、同馬は10戦無敗のまま東京優駿の競走後に破傷風で死亡した。最良の産駒と目されたトキノミノルを失ったセフトの後継種牡馬は、天皇賞の優勝馬 シーマーがダイナナホウシユウの父となり気を吐いたが、ほかはトキノミノルと同期のイツセイが皐月賞馬タイセイホープを生んだ程度で、競走馬としてはトキノミノルに次ぐ実績を残したボストニアンなどは大きく期待を裏切った。また活躍馬に牝馬が多かったことなどもあり、その父系はやがて続々と来日した輸入種牡馬に圧されて衰退していった。しかし現在でも母系に入ってその血を現代に繋いでいる。
またアングロアラブの父系としてはタカクラヤマ産駒のミトタカラがアングロアラブ日本リーディングサイアーに7度輝いたスマノダイドウの父となったことで父系を大きく拡大させた。

## おもな産駒
- 1939年産
  - ハヤタケ（京都農林省賞典四歳呼馬 ※菊花賞、京都記念・春。シンザンの母の父）
- 1940年産
  - ミスセフト（中山四歳牝馬特別 ※桜花賞）
- 1944年産
  - シーマー（天皇賞・春）
  - セフテス（目黒記念・秋、目黒記念・春）
  - アスカヤマ（京都記念・秋）
- 1945年産
  - ヤシマヒメ（優駿牝馬）
- 1946年産
  - キングナイト（優駿牝馬）
  - コマオー（ダイヤモンドステークス）
- 1947年産
  - タカクラヤマ（天皇賞・春、朝日チャレンジカップ、鳴尾記念・春）
  - ウイザート（阪神3歳ステークス、セントライト記念）
  - ハイレコード（菊花賞）
  - コマミノル（優駿牝馬）
  - トサミツル（桜花賞）
  - アヅマホマレ（朝日杯3歳ステークス）
- 1948年産
  - トキノミノル（朝日杯3歳ステークス、皐月賞、東京優駿）※顕彰馬
  - イツセイ（安田賞、カブトヤマ記念）
- 1949年産
  - スウヰイスー（桜花賞、優駿牝馬、安田賞2回）
  - テツノハナ（阪神3歳ステークス）
  - マサムネ（セントライト記念）
- 1950年産
  - ボストニアン（皐月賞、東京優駿、NHK杯、鳴尾記念・秋）
  - ダイニカツフジ（朝日チャレンジカップ、京都大障害・秋2回）※1955年度啓衆賞最優秀障害馬
  - シマユキ（中山大障害・秋）

### おもなブルードメアサイアー産駒
- ミスリラ（桜花賞）
- ヤシマドオター（桜花賞、天皇賞・秋、中山記念・秋）
- チトセホープ（優駿牝馬、4歳牝馬特別・東）
  - 1961年度啓衆賞最良4歳牝馬
- カツラシユウホウ（朝日杯3歳ステークス、阪神大賞典、中京記念、鳴尾記念）
  - 1957年度啓衆賞最良3歳牡馬
- コマヒカリ（菊花賞）
- ウネビヒカリ（朝日杯3歳ステークス、オールカマー、毎日王冠、札幌記念）
  - 1958年度啓衆賞最良3歳牡馬
- ワカクモ

## 血統表
| セフトの血統（ザテトラーク系（ヘロド系）/Ayrshire4×4=12.50%、Bend Or5×5=6.25%、St.Simon5×5=6.25%・父内） | セフトの血統（ザテトラーク系（ヘロド系）/Ayrshire4×4=12.50%、Bend Or5×5=6.25%、St.Simon5×5=6.25%・父内） | セフトの血統（ザテトラーク系（ヘロド系）/Ayrshire4×4=12.50%、Bend Or5×5=6.25%、St.Simon5×5=6.25%・父内） | （血統表の出典） | （血統表の出典） |
| 父 Tetratema 1917 芦毛                                                                                   | 父の父The Tetrarch 1911 芦毛                                                                             | Roi Herode                                                                                               | Le Samaritain    | Le Samaritain    |
| 父 Tetratema 1917 芦毛                                                                                   | 父の父The Tetrarch 1911 芦毛                                                                             | Roi Herode                                                                                               | Roxelane         |                  |
| 父 Tetratema 1917 芦毛                                                                                   | 父の父The Tetrarch 1911 芦毛                                                                             | Vahren                                                                                                   | Bona Vista       | Bona Vista       |
| 父 Tetratema 1917 芦毛                                                                                   | 父の父The Tetrarch 1911 芦毛                                                                             | Vahren                                                                                                   | Castania         |                  |
| 父 Tetratema 1917 芦毛                                                                                   | 父の母Scotch Gift 1907 鹿毛                                                                              | Symington                                                                                                | Ayrshire         | Ayrshire         |
| 父 Tetratema 1917 芦毛                                                                                   | 父の母Scotch Gift 1907 鹿毛                                                                              | Symington                                                                                                | Siphonia         |                  |
| 父 Tetratema 1917 芦毛                                                                                   | 父の母Scotch Gift 1907 鹿毛                                                                              | Maund | Tarporley        | Tarporley        |
| 父 Tetratema 1917 芦毛                                                                                   | 父の母Scotch Gift 1907 鹿毛                                                                              | Maund | Ianthe           |                  |
| 母 Voreuse 1920 鹿毛                                                                                     | 母の父Volta 1912 鹿毛                                                                                    | Valens                                                                                                   | Laveno           | Laveno           |
| 母 Voreuse 1920 鹿毛                                                                                     | 母の父Volta 1912 鹿毛                                                                                    | Valens                                                                                                   | Valenza          |                  |
| 母 Voreuse 1920 鹿毛                                                                                     | 母の父Volta 1912 鹿毛                                                                                    | Agnes Velasquez                                                                                          | Velasquez        | Velasquez        |
| 母 Voreuse 1920 鹿毛                                                                                     | 母の父Volta 1912 鹿毛                                                                                    | Agnes Velasquez                                                                                          | Agnes Galliard   |                  |
| 母 Voreuse 1920 鹿毛                                                                                     | 母の母Sun Worship 1912 鹿毛                                                                              | Sundridge                                                                                                | Amphion          | Amphion          |
| 母 Voreuse 1920 鹿毛                                                                                     | 母の母Sun Worship 1912 鹿毛                                                                              | Sundridge                                                                                                | Sierra           |                  |
| 母 Voreuse 1920 鹿毛                                                                                     | 母の母Sun Worship 1912 鹿毛                                                                              | Doctrine                                                                                                 | Ayrshire         | Ayrshire         |
| 母 Voreuse 1920 鹿毛                                                                                     | 母の母Sun Worship 1912 鹿毛                                                                              | Doctrine                                                                                                 | Axiom F-No.26    |                  |

父Tetratemaはセフトが敗れた2000ギニー優勝馬。ほかジュライカップなど短距離のレースで活躍した。サラブレッド三大父系のうち、もっとも衰退が進んでいるヘロド系（バイアリーターク系）の流れを汲む。母はイギリスで3勝。その半弟にセントレジャーステークスなどの優勝馬で1937年の英リーディングサイアーSolarioが、半妹Imageryの産駒にアイルランド最初の三冠馬Museum、同二冠馬Phideas兄弟がいる。

### おもな近親
- Solario（叔父 - セントレジャーステークス、アスコットゴールドカップなど）
- Musium（従兄 - アイリッシュ2000ギニー、アイリッシュダービー、アイリッシュセントレジャー）
- Phideas（従弟 - アイリッシュ2000ギニー、アイリッシュダービー）
- Castel Fusano（又甥 - リュパン賞、コンデ賞・仏重賞）